# NGC 6578
NGC 6578 es una tenue nebulosa planetaria en la constelación de Sagitario de magnitud aparente 13. Se encuentra a una distancia de 8050 años luz de la Tierra.
En la banda V, NGC 6578 muestra un núcleo brillante del que surgen dos bulbos -por donde parece escapar materia- a lo largo de un único eje que pasa por la estrella central. Estos lóbulos están dispuestos juntos a las regiones del halo -la zona exterior de la nebulosa- con menor brillo. Se piensa que pueden ser lugares donde el núcleo interior está menos confinado por el halo.
Asimismo, se observan unos nódulos brillantes que parecen estar asociados a uno de los lóbulos antes citados. Dos de estos nódulos están muy próximos entre sí, pudiendo estar físicamente relacionados. Todos estos nódulos parecen tener "colas" que apuntan lejos de la estrella central y lejos de la zona donde parece fluir materia. Son similares a las que existen en la Nebulosa de la Hélice, pero mucho menos numerosos.